# Presidencia de Bosnia y Herzegovina
La Presidencia de Bosnia y Herzegovina (Predsjedništvo Bosne i Hercegovine / редсједништво Босне и Херцеговине) es la jefatura de Estado colectiva de Bosnia y Herzegovina.

## Características
De acuerdo con el artículo V de la Constitución, la Presidencia se compone de tres miembros: uno bosnio y uno croata elegidos por la Federación y un serbio elegido por la República Srpska. En conjunto, los tres sirven por un mandato de cuatro años.
El miembro con más votos se convierte en el presidente, a menos que él o ella haya sido presidente titular al momento de la elección, sin embargo la presidencia se rota cada ocho meses, para garantizar la igualdad.
La Presidencia es responsable de:
- Conducir la política exterior de Bosnia y Herzegovina;
- Nombrar embajadores y otros representantes internacionales, no más de dos tercios de los cuales pueden venir de la Federación;
- Representar Bosnia y Herzegovina en Europa y en las organizaciones internacionales y las instituciones y buscar la membresía en las organizaciones e instituciones de las que no es miembro;
- Negociar, denunciar, y con el consentimiento de la Asamblea Parlamentaria, ratificar los tratados de Bosnia y Herzegovina;
- Ejecutar las decisiones de la Asamblea Parlamentaria;
- Proponer, previa recomendación del Consejo de Ministros, el presupuesto anual a la Asamblea Parlamentaria;
- Informar conforme a lo solicitado, pero no menos una vez al año, a la Asamblea Parlamentaria sobre los gastos de la Presidencia;
- Coordinar en los casos necesarios que sea necesario, con las organizaciones internacionales y no gubernamentales en Bosnia y Herzegovina, y;
- Efectuar las demás funciones que sean necesarias para llevar a cabo sus funciones, que le sean asignadas por la Asamblea Parlamentaria, o acordados con otras entidades.

## Anteriores Jefes de Estado de laRepública Socialista de Bosnia-Herzegovina
- Presidente de la Consejo Antifascista de Liberación del Pueblo de Bosnia y Herzegovina
  - Vojislav Kecmanović (25 de noviembre de 1943 a 26 de abril de 1945)
- Presidentes del Presidium de la Asamblea Popular
  - Vojislav Kecmanović (26 de abril de 1945 a noviembre de 1946)
  - Đuro Pucar (noviembre de 1946 - septiembre de 1948)
  - Vlado Segrt (septiembre de 1948 - marzo de 1953)
- Presidentes de la Asamblea del Popular
  - Đuro Pucar (diciembre de 1953 - junio de 1963)
  - Ratomir Dugonjić (junio de 1963 a 1967)
  - Džemal Bijedic (1967-1971)
  - Hamdija Pozderac (1971-mayo de 1974)
- Presidentes de la Presidencia
  - Ratomir Dugonjić (mayo de 1974-abril de 1978)
  - Raif Dizdarević (abril de 1978-abril de 1982)
  - Branko Mikulić (abril de 1982-26 de abril de 1984)
  - Milanko Renovica (26 de abril de 1984-26 de abril de 1985)
  - Munir Mesihović (26 de abril de 1985-abril de 1987)
  - Mato Andrić (abril de 1987 - abril de 1988)
  - Nikola Filipović (abril de 1988 - abril de 1989)
  - Obrad Piljak (abril de 1989 - 20 de diciembre de 1990)

## Presidencia elegida en 1996
Los miembros electos fueron:
- Alija Izetbegović por los bosnios
- Momčilo Krajišnik por los serbios
- Krešimir Zubak por los croatas

## Presidencia elegida en 1998
Los miembros electos fueron:
- Alija Izetbegović por los bosnios, desde el 5 de octubre de 1996 (presidente entre el 14 de febrero y 14 de octubre de 2000)
- Zivko Radisic por los serbios, ya que 13 de octubre de 1998
- Ante Jelavić por los croatas, desde septiembre de 1998

Zivko Radisic con el 52% de los votos de los serbios fue elegido presidente de la presidencia colectiva de los primeros 8 meses; Ante Jelavić con el 52% de los votos, seguido del serbio Radisic en la rotación; Alija Izetbegović con el 87% de los votos bosnios obtuvo el mayor número de los votos en las elecciones, pero no fue elegido para un segundo mandato hasta que Radisic y Jelavić hubieran servido cada uno un primer mandato como Presidente de la Presidencia.

## Presidencia elegida el 2002
Elecciones tuvieron lugar el 5 de octubre de 2002.
Los miembros electos fueron:
- Dragan Covic por los croatas
- Mirko Sarovic por los serbios
- Sulejman Tihić por los bosnios

Mirko Sarovic con el 35,5% de los votos de los serbios fue elegido presidente de la presidencia colectiva de los primeros 8 meses; Dragan Covic recibió el 61,5% de los votos croatas, Sulejman Tihić recibió el 37% de los votos musulmanes bosnios.
Mirko Sarovic dimitió en 2003 debido a su implicación en el escándalo sobre la venta de armas a Irak. El Parlamento lo reemplazó por Borislav Paravac.
Dragan Covic fue desestimado por el Alto Representante Paddy Ashdown, después Čović fue acusado de corrupción financiera, sin embargo, el juicio no ha tomado ha lugar todavía. El Parlamento lo reemplazó por Ivo Miro Jović.

## Presidencia elegida el 2006
Las elecciones se celebraron el 1 de octubre de 2006.
Los miembros electos fueron:
- Željko Komšić por los croatas
- Nebojša Radmanović por los serbios
- Haris Silajdžić por los bosnios

## Presidencia elegida el 2010
Las elecciones se celebraron el 3 de octubre de 2010.
Los miembros electos fueron:
- Željko Komšić por los croatas
- Nebojša Radmanović por los serbios
- Bakir Izetbegović por los bosnios

## Presidencia elegida el 2014
Las elecciones se celebraron el 12 de octubre de 2014.
Los miembros electos fueron:
- Dragan Čović por los croatas
- Mladen Ivanić por los serbios
- Bakir Izetbegović por los bosnios

## Presidenciaelegida el 2018
Las elecciones se celebraron el 7 de octubre de 2018.
Los miembros electos fueron:
- Željko Komšić por los croatas
- Milorad Dodik por los serbios
- Šefik Džaferović por los bosnios

## Presidenciaelegida el 2022
Las elecciones se celebraron el 2 de octubre de 2022.
Los miembros electos fueron:
- Željko Komšić por los croatas
- Željka Cvijanović por los serbios
- Denis Bećirović por los bosnios